# Richard de Saint-Laurent
La vie de Richard de Saint-Laurent est assez mal connue. Tout juste sait-on qu'il est doyen du chapitre à Rouen en 1239 jusqu'à 1245 au moins. Il officia aussi en la collégiale des Andelys où figure sa pierre tombale.
Il est l'ami du dominicain Hugues de Saint-Cher.
Il est en contact avec l'ordre de Cîteaux, mais son adhésion à l'ordre de Saint-Bernard n'est pas établie.

## Œuvres
Son œuvre est considérable, mais peu étudiée, autant à son époque, qu'à la nôtre.
- De virtulibus en 20 livres. (Saint-Omer, Ms. 174 ; Troyes, Ms. 1530 & 1774).
- De vitiis (Gray, Ms. 4 ; Troyes, Ms. 1530)
- De exterminatione mali et promotione boni parmi les œuvres de Richard de Saint-Victor PL. t. CXCVI, col. 1073-1116.
- De laudibus beatæ viriginis libri XII ou simplement Mariale Ms. Paris. lat. 3173 qui a appartenu à Hugues de Saint-Cher. Imprimé à Strasbourg en 1493, puis 1509 à Cologne et 1625 à Douai. L'ouvrage fut publié dans l'œuvre d'Albert le Grand en 1651. Le texte renseigne sur l'état de la dévotion mariale au début du XIIIe siècle.
- De origine ac viris illustribus ordinis cisterciensis à l'origine du bruit de sa conversion à l'ordre de Cîteaux. (dans un Ms. de l'abbaye Saint-Jacques de Liège)